# Alex Cruz
Alex Cruz (...) è un astronomo amatoriale statunitense.
Il Minor Planet Center gli accredita la scoperta dell'asteroide 77185 Cherryh effettuata il 20 marzo 2001 in collaborazione con Don J. Wells.